# Enzo Decaro

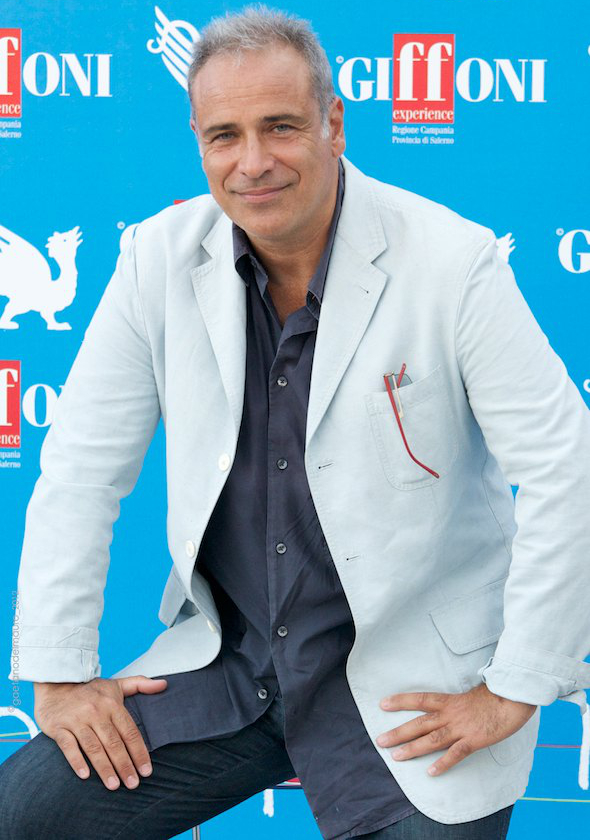
Enzo Decaro, 2012

Enzo Decaro (auch Enzo De Caro, eigentlich Vincenzo Purcaro Decaro; * 24. März 1958 in Portici) ist ein italienischer Schauspieler und Filmregisseur.

## Leben
Decaro war nach Abschluss in Literaturwissenschaften an der Universität Neapel Teil des Komikertrios „La Smorfia“, wo er neben Massimo Troisi und Lello Arena die Rolle des Gutaussehenden und im richtigen Moment Vermittelnden zugeschrieben bekam. Nach großen Erfolgen in der Region Neapel in den 1970er Jahren erhielten sie Verträge für das italienische Fernsehen.
1981 drehte Decaro seinen ersten Film als Regisseur. Im von ihm geschriebenen Prima che sia troppo presto spielte er auch die Hauptrolle und schrieb die Musik. Der Film wurde mit einem David di Donatello ausgezeichnet. 1987 folgte Io, Peter Pan sowie der Beginn einer langen Liste von Rollen in Film und (seit dem neuen Jahrtausend ausschließlich) im Fernsehen, die mit Provaci anche prof! von 2005 bis 2008 auch eine Fernsehreihe von 18 Folgen umfasste. 1990 hatte Decaro mit Ladro di futuro einen dritten Film inszeniert.

## Filmografie (Auswahl)

### Regie
- 1981: Prima che sia troppo presto
- 1987: Io, Peter Pan
- 1990: Ladri di futuro

### Darsteller
- 1987: Scirocco (Amantide – Scirocco)
- 2005–2008: Provaci anche prof! (Fernsehreihe)
- 2010: Crimini, Folge: Matteo (Fernsehserie)